# Campionatele europene de gimnastică feminină din 1996
Campionatele europene de gimnastică feminină din 1996, care au reprezentat a douăzecișiuna ediție a competiției gimnasticii artistice feminine a "bătrânului continent", au avut loc în orașul Birmingham din Marea Britanie.
Datorită valorii mondiale a gimnasticii europene, campionatele europene de gimnastică feminină au coincis, pentru foarte mulți ani, cu replica sa mondială.